# Marie-Joseph Lagrange
Marie-Joseph Lagrange OP, właśc. Albert Lagrange (ur. 7 marca 1855 w Bourg-en-Bresse, zm. 10 marca 1938 w Saint-Maximin-la-Sainte-Baume) – biblista i teolog katolicki, dominikanin, założyciel École Biblique w Jerozolimie oraz czasopisma Revue biblique.

## Życiorys

### Edukacja
W 1868 r. Albert Lagrange w wieku 10 lat rozpoczął naukę w niższym seminarium duchownym, gdzie zafascynował się archeologią i geologią, które w owym okresie dopiero się rozwijały jako samodzielne dyscypliny naukowe.
Jego ojciec pragnął dla niego kariery świeckiej notariusza, a matka miała sen, w którym przyśnił się jej jako ksiądz. W wieku 11 lat Albert poczuł powołanie do kapłaństwa.
W 1872 r., w tym samym czasie, gdy zdawał egzamin do elitarnej szkoły wojskowej École spéciale militaire de Saint-Cyr zetknął się z zakonem dominikańskim niedawno wskrzeszonym we Francji przez o. Lacordaire’a, twórcy prowincji tuluskiej. Ojciec jednak nakłonił go do studiowania prawa. Albert podjął te studia, zakończone doktoratem w 1878 r. Miał wtedy 20 lat.

### Studia w zakonie dominikańskim
W 1877 r. przeżył doświadczenie osobistego nawrócenia, połączonego z wezwaniem do wstąpienia do dominikanów.
W roku 1878-1879 spędził pierwszy rok w seminarium w Issy-les-Moulineaux, prowadzonym przez sulpicjanów, gdzie zainteresował się studiami biblijnym. Z wielkimi emocjami studiował także Tomasza z Akwinu. W tym okresie tomizm przeżywał lata rozkwitu. Lagrange wspomógł swego przyjaciela Antonina Sertillanges’a, który w 1893 r. zapoczątkował wydawanie Revue thomiste, aby wyzwolić tomizm z okowów integryzmu. Pod koniec nowicjatu w klasztorze dominikańskim w Saint-Maximin, w pobliżu którego znajduje się grota św. Marii Magdaleny zwana la-Sainte-Baume, zdecydował, że nie będzie podejmować innej lektury poza Słowem Bożym. Otrzymał habit dominikański 6 października 1879 r., nadano mu, zgodnie z dawnym zwyczajem, imię zakonne Marie-Joseph.
W 1880 r. został wysłany przez przełożonych na studia w Uniwersytecie w Salamance w Hiszpanii, gdzie zaczął naukę hebrajskiego i kontynuował formację zakonną. 22 grudnia 1883 r. otrzymał święcenia kapłańskie. Powierzono mu prowadzenie wykładów z historii Kościoła. Pojechał następnie do Tuluzy, gdzie mógł oddawać się studiom biblijnym, ale tylko częściowo, gdyż wykładał także filozofię, głosił kazania, spowiadał. By mógł urzeczywistnić swoje biblijne powołanie, został wysłany na trzy semestry do Wiednia, do klasztoru dominikanów, na naukę języków w Uniwersytecie wiedeńskim. Studiował syryjski, arabski i zaczął asyryjski, a także podstawy językoznawstwa, język egipski, hieroglify i sztukę staro-egipską.
Wiedeńskie środowisko intelektualne dostarczyło mu także możliwości zapoznania się z egzegezą «niemiecką», rabiniczną oraz z Miszną. W czasie swoich wiedeńskich studiów zaprzyjaźnił się z przeorem klasztoru dominikanów, o. Andreasem Franzem Frühwirthem, który potem został generałem zakonu. Okazało się to później opatrznościowe – w okresie, gdy jego podejście naukowe do biblistyki spotkało się z podejrzliwością tradycyjonalistycznie nastawionych teologów i władz kościelnych.

### Szkoła biblijna w Jerozolimie
W lutym 1889 r. prowincjał w Tuluzie zdecydował o wysłaniu ojca Lagrange’a do dominikańskiego konwentu św. Szczepana w Jerozolimie, w celu założenia szkoły biblijnej.
Lagrange przybył do Jerozolimy w 1890 r. Pierwszy kontakt z Ziemią świętą ogromnie go poruszył:

Muszę powiedzieć (...) że byłem poruszony, prawdziwie pochwycony, porwany przez tę świętą ziemię, pozostawiony sam sobie, by rozkoszować się historią czasów odległych. Tak bardzo kochałem księgę /Biblii/, teraz kontemplowałem kraj! Nie pojawił się we mnie nawet cień wątpliwości, że studia biblijne w Palestynie będą możliwe

Inauguracja działalności 'École pratique d’études bibliques (Szkoły praktycznej studiów biblijnych) miała miejsce 15 listopada 1890 r. Ojciec Lagrange wkrótce potem, w 1892 r., utworzył czasopismo Revue biblique. W 1897 r. zainicjował kongres we Fryburgu, w 1900 r. zapoczątkował serię wydawniczą Études bibliques, a w 1902 r. konferencje w Tuluzie.
Ojciec Lagrange zastosował do studiów biblijnych metodę historyczno-krytyczną. Była ona wówczas nowością w biblijnych studiach katolickich. Został posądzony o modernizm i racjonalizm, w wyniku czego otrzymał od władz kościelnych zakaz publikowania oraz w 1907 r. i następnie w 1911 upomnienie. Przyjął te sankcje z pokorą.
W 1914 r., gdy Palestyna dostała się pod panowanie osmańskie (Imperium osmańskie), został wydalony z kraju. Wyjechał do Paryża, gdzie kontynuował badania i publikacje. Kursy w szkole biblijnej zostały wznowione po wojnie. Zaczęli je prowadzić także profesorzy – uczniowie Ojca Lagrange’a. Podjęto współpracę z francuską Akademią Inskrypcji i Literatury Pięknej, która zamierzając otworzyć szkołę archeologiczną w Jerozolimie, ostatecznie zdecydowała włączyć się w prace Szkoły biblijnej. Od 1920 r. szkoła przyjęła nazwę Francuskiej szkoły biblijnej i archeologicznej w Jerozolimie.

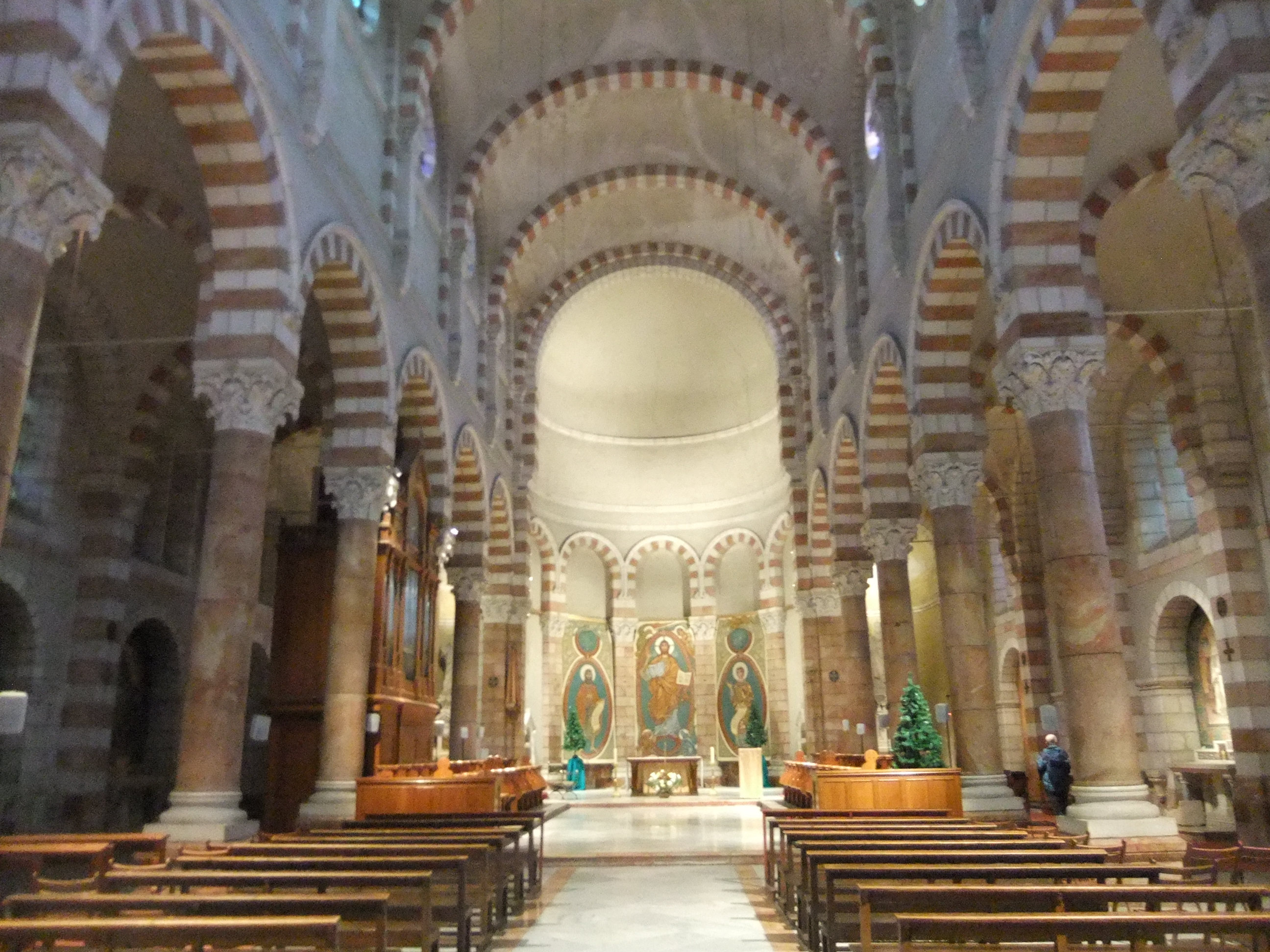
Kościół św. Szczepana przy École biblique w Jerozolimie, mieszczący się niedaleko Bramy Damasceńskiej.

Ojciec Paul Dhorme przejął kierownictwo Szkoły i Revue biblique. Ojciec Lagrange mógł poświęcić się pisaniu komentarzy do Ewangelii, chociaż w 1931 r. zmuszony był podjąć kierownictwo Szkoły i pisma na nowo.
W 1935 r. stan zdrowia zmusił go do powrotu do Saint-Maximin. Po pomyślnej kuracji wrócił do studiów nad Starym Testamentem, organizował konferencje i kursy.
Zmarł trzy lata później, 10 marca 1938 r., dożywszy 83 lat. Został pochowany na cmentarzu klasztornym w Saint-Maximin. W listopadzie 1967 r. jego szczątki zostały przeniesione do Jerozolimy i złożone w bazylice św. Szczepana.

## Wybrane publikacje
- Lés rétractations exégétiques de saint Augustin. W: Praca Zbiorowa: Miscellanea Agostiniana. T. 2. Rzym: 1931, s. 373–395.
- Évangile selon Saint Marc. Wyd. 9 (poprawione i poszerzone). Paryż: Librairie Lecoffre – J. Gabalda et Fils, 1947, s. 480, seria: Études Bibliques.
- Évangile selon Saint Matthieu. Wyd. 8. Paryż: Librairie Lecoffre – J. Gabalda et Fils, 1948, s. 569, seria: Études Bibliques.
- Évangile selon saint Luc. Wyd. 7. Paryż: Librairie Lecoffre – J. Gabalda et Fils, 1948, s. 634, seria: Études Bibliques.
- Évangile selon saint Jean. Wyd. 7. Paryż: Librairie Lecoffre – J. Gabalda et Fils, 1948, s. 559, seria: Études Bibliques.
- La méthode historique. La critique biblique et l’Église. Roland de Vaux (wstęp). Paryż: Les Éditions du Cerf, 1966, s. 126, seria: Foi Vivante 31.